# Villegongis
Villegongis è un comune francese di 140 abitanti situato nel dipartimento dell'Indre, nella regione del Centro-Valle della Loira.
Villegongis è molto conosciuto per il castello, fatto costruire dal suo proprietario Jacques de Brizay intorno al 1530.

## Clima
Il clima è caratterizzato da primavere miti, estati fresche e a tratti afose, autunni umidi con possibile foschia mattutina e inverni a carattere continentale; i mesi di febbraio e la prima decade di marzo sono caratterizzati generalmente da cielo terso.

## Società

### Evoluzione demografica
Abitanti censiti